# ハッカー
ハッカー (hacker) またはクラッカーとは主にコンピュータや電気回路一般について常人より深く高度な技術的知識を持ち、その知識を利用して技術的な課題をクリアする人々のこと。

## 概要
HACK とは、『ハッカー英語辞典(hhe HACKER'S DICTIONARY)』によれば、「必要なものを、それほど手際よくではないが、何とかでっちあげるためのやっつけ仕事」とある。また、同書によると HACKER とは「コンピュータシステムの細部や、その能力の伸ばし方を楽しむ人。必要最低限しか勉強したがらない大多数のコンピュータ・ユーザと対照的である。」と述べられている。
日本産業規格 JIS X 0001-1994 においては、「高度な技術をもった計算機のマニア。」(01.07.03) と「高度の技術をもった計算機のマニアであって、知識と手段を活用して、保護された資源に権限をもたずにアクセスする人。」(01.07.04) という2種類の定義を行っている。定義が分かれている理由は、使用されている年代によってその意味が異なるからである。古くはコンピュータが普及していなかった1960年代から使用されてきた。『HACKERS』（スティーブン・レビー著）などによると、一説には hacker という言葉が現在と近い意味で使われはじめたのは、1960年代にマサチューセッツ工科大学の鉄道模型クラブにおいてであると言われている。現在ではコンピュータ技術に長けた人物のことを指す用法がほとんどだが、元々この単語には本来「雑だが巧く動く間に合わせの仕事をする」、「斧ひとつだけで家具を作る能力のある職人」、「冷蔵庫の余り物で手早く料理を作る」というニュアンスで日常生活でも一般に使われるものだった。
このハッカーの語源としての hack は「石橋を叩いて渡るような堅実な仕事ぶり」とは対極に位置していて、機転が利いてちょっとした仕事を得意とする人物を hacker と呼ぶ。したがって、この言葉は、大規模な開発プロジェクトを何年にもわたって指揮してきた優秀なソフトウェア技術者に対して使用されるものではない。ハッカーとは極めて個人的な属性に基づいた呼称であり、その人物の「間に合わせのアイデア」や「閃き」を重視した言葉である。スティーブン・レビーは、この「ハックする」が、マサチューセッツ工科大学の鉄道模型クラブにおいて、ちょっとした微笑をもたらすいたずらとして使用されているうちに、コンピューターの内部を覗いたり、応急処置で技術対応する人間をいつしか、ハッカーと呼ぶように変化していったさまを述べている。

## 用法の二極化
ネットワークでは、ペネトレーションテストによってセキュリティを突破することが行われ、セキュリティホールを発見する専門家がいる。また、セキュリティを突破し、侵入した証拠を残すなどの方法で相手にセキュリティホールを知らせるなど、義賊的な互助精神的文化が存在していた。
しかし、情報化社会の急速な進展に伴って、悪意のためにそれらの行為を行う者が増え、社会的に問題とされるに至った今日では、コンピュータウイルスなどのマルウェアを作成したりすることも含まれるようになり、このような行為をする者を「ハッカー」と呼ぶようになった。こうした誤用は近年では問題視され、コンピュータを使って悪事をはたらく者をクラッカー (cracker) あるいはシーフ(盗人、泥棒)と呼んで区別することで、「ハッカー」という呼称を中立的な意味で再定義しようとする試みが盛んになった。しかし、クラッカーと呼ぶにふさわしいネットワーク犯罪者が、新聞などマスメディアにおいてカタカナ語で「ハッカー」と表記されている。また、このような試みを行う者自身がハッカーではなく、さらにそれらの人々が自分の主観だけでハッカー像を語ることが多いので、再定義に成功しているとはいえない。アメリカでは報道において cracker が使われることは非常に稀であって hacker が一般的であり、中国においては意味と英語の音声を訳したもの黒客（読みはヘイクー）という漢字が一般的に使われている。
ハッキングの元祖は、1970年代にアメリカの公衆電話回線網の内部保守システムに介入する方法を発見した「キャプテン・クランチ」ことジョン・T・ドレーパーであると言われているが、正確にはコンピュータへのハッキングではない。しかし、所有者である電話会社に無断で電話通話料を払わずに公衆電話回線を利用することは、セキュリティの意識が低い所有者自身にも問題があるとはいえ、このようなハッキング行為自体は違法であるとの解釈もある。
「How To Become A Hacker」を執筆したエリック・レイモンドは、英語が母語であるか否かは関係なく、ハッカーとして活動する上での前提条件として、誤りの少ない整った文章が書ける程度の英語能力が必要であるとしている。一定の英語能力が必要な理由として、一般的なハッカーは「英語がハッカー文化やインターネットでの作業用言語であり、誤りの多い文章しか書けない者は相手をする価値がないヘボい思考の持ち主であることが多い。」と考えているため、としている。

## ハッカーの本来の意味
ハッカーの本来の意味についてはしばしば議論が起こる。
ハッカーたちにとって、「ハッカー」という言葉の本来の意味は、「プログラム可能なシステムの細かい部分を探ったり、その機能を拡張する方法を探究したりすることに喜びを感じる人」、「熱中してプログラミングする人、プログラミングを楽しむ人」、「ハック価値en:Hack valueを認識できる人」、「手早くプログラミングするのが得意な人」、「ある特定のプログラムのエキスパート、または頻繁にそれを使って仕事をする人」、「任意の種類のエキスパートまたは熱狂的なファン」、「創意工夫を発揮して制約を打破したり回避したりすることを知的な難問として楽しむ人」などであり、「あちこち調べまわって機密情報を探り出そうとする悪意の詮索好き」という定義は誤用であるとされる。1985年には、本来のハッカーという言葉の意味を、マスコミの誤った使い方から守ろうと、「クラッカー（cracker）」という言葉が作られた。
また、「How To Become A Hacker」(ハッカーになるための方法)の著作者であるエリック・レイモンドによると、「ハッカー」とは何かを創造するものであり、クラッカーとは何かを破壊するものであるとのこと。また、「ハッカー」であることを声高に名乗るものほど「クラッカー」である可能性が高いとも語っている。
とはいえ英語圏でハッキング被害などが報道される際は、メジャーなメディア、マイナーなメディアを問わず、ほぼ全てにおいてhackerあるいはhackという単語が使用されており、逆にcrackerという言葉が使われるケースはまずない。crackという単語に関しては特定の防壁やプロテクトシステムを破るようなケースに限定して使われることは比較的多いが、「侵入する」という意味で使われることは英語圏では非常に少なく、その場合はやはりhackが常用されている。
昔は「ハッカー」という言葉はほぼ「クラッカー」の意味で使われていると考えられていた。しかし現在は「ハッカー」と「クラッカー」は別なものであると考えられている。

## 類語
ハッカー hacker
オールマイティにさまざまなコンピュータ技術に通じる人々の総称。映画などの影響もあり、しばしばネットワークに侵入したり、ウイルス作成などを行う人物全般をさす場合もある。これをクラッカーと使い分けるべきという意見も特に日本では比較的多く見られるが、実際にはアメリカの大手セキュリティ企業を初め、米国主要メディア各社の報道でもハッカーという単語が常用されているのが現実で、映画のようなイメージのハッキング行為を行う人物をハッカーと呼ぶことは決して誤用ではない。ハッカーは単にネットワークの知識だけに秀でている人物を指す言葉であると誤解する人も多いが、ソフトウェア設定(レジストリや応用ソフトの設定ファイル・隠し機能など)やプログラミングなど他の分野で非常に高い知識を有している人物もハッカーと呼ばれるケースがある。また、リバースエンジニアリングなどソースコード解析などもハッキングの範疇である。稀にハッカー以上の技術者を ウィザード wizard や グル guru と呼称することもある(例えばLinuxカーネルの開発者 リーナス・トーバルズは、しばしばグルと呼ばれる)。セキュリティコンテストなどでは生産的な(善意的な)ハッカーをホワイトハットハッカー (White_hat_(computer_security)) といい犯罪者気質のハッカーをブラックハットハッカーなどと区別し、ホワイトハットハッカーを育てようという活動も各国に見られる。
クラッカー cracker、kracker
情報の破壊や不当な複製、アクセス制御の突破など、不正な利用を行う者に対する総称。主にコンピュータウイルスのような不正行為を目的とするアプリケーションを作成したり、リバースエンジニアリングを悪用する場合は、クラッカーに含まれる。なお、リバースエンジニアリングを悪用する者を「kのクラッカー」として区別する場合がある。
アタッカー attackerアクセス制限の突破やその制御機能の破壊を特に好むクラッカー。インターネット上のサーバ等のバグを不正目的において探す者、DoS攻撃などの物量攻撃を行う者などを指す。
ヴァンダル vandal
アタッカーのうち、広義の荒らし（ヴァンダリズム、vandal、vandalism）をする者をこう呼ぶことがある。インターネットなどのネットワークを主な標的とし、機能そのものを直接的に破壊するのではなく機能（含まれる欠陥を含む）をそのまま使って情報のやり取りを阻害する者。DoS攻撃やメールボム、スパム投稿などを行う。後述するスクリプトキディであることも多い。
フリーカー phreaker電話回線に精通するクラッカー。送話器から一定の周波数を送信したりクレジットカードを悪用したりして不正な通話を行う者などを指す。
スクリプトキディ script kiddy不正行為において、他者の真似事を好むクラッカーの総称。不正目的に作成されたアプリケーションの利用者、不正に複製された商用アプリケーションの複製者及び配布者など。マスコミで報道される多くの事件においての首謀者は、往々にしてスクリプトキディであることが多く、後述するワナビであることも多い。
ワナビ wannabe
コンピュータのうち、特にパーソナルコンピュータにおいてのハイレベルユーザーであるとともに、不正行為にある程度興味を持つ人物、もしくは知ったかぶりをするような人物。元は、「ハッカーになりたがる馬鹿」（"I wanna be a hacker"）から。日本語における俗語の「厨房」に近い意味合いで使われることも多い（この場合は、より蔑称的なヌーブ noob が使われることが多い）。不正に複製されたアプリケーション等の利用者、匿名コミュニティにて活動する自称ハッカーなど。
ニュービー newbie
コンピュータ技術に興味を持ち始めた素人・学習者。「ワナビになったばかりの馬鹿」（ new wannabe ）もしくは「新米」（ new boy ）から転じた。さらに転じてnewb，noobとも呼ばれる。ニュービーの中には好奇心からハッカーコミュニティで取るに足らない質問を連発する人がいる。これに対する対応はハッカーによって異なり、無視したり軽蔑したりする人もいれば、時間をかけて質問につきあう人もいる。その末路もさまざまであり、中途半端な知識の習得で満足してワナビと呼ばれるようになる人もいれば、きちんと知識を習得して正真正銘のハッカーになる人もいる。
ブラックハッカー black hat hacker
悪意を持ち、サイバー攻撃などを行うハッカー。hatを省略するのは日本特有の表記であるとされる。:「攻撃者（attacker）」への言い換えが提案されている。
ホワイトハッカー、善玉ハッカー white hat hacker善意を持ち、技術を善良な目的に利用するハッカー。hatを省略するのは日本特有の表記であるとされる。:「攻撃的なセキュリティ研究者（offensive security researcher）」への言い換えが提案されている。

## ハッカーの一覧

### フィクションの中のハッカー
狭義のハッキング（クラッキング）をするキャラクターは、「クラッカー_(コンピュータセキュリティ)#フィクションに登場するクラッカー」を参照。

## 関連書籍
- 『the HACKER'S DICTIONARY ― A GUIDE TO THE Computer Wizard』（HARPER & ROW, PUBLIHSERS,1983）
- ガイ・L・スティール・ジュニア、ドナルド・R・ウッズ、ラファエル・A・フィンケル、マーク・R・クリスピン、リチャード・M・ストールマン、ジョフリー・S・グッドフェロー共著／犬伏茂之訳『ハッカー英語辞典』（原題は『the HACKER'S DICTIONARY』。自然社ペーパーバックス）ジャーゴンファイルも参照。前書の邦訳。